# Анасташа
Анасташа или Анастасија (грч. Αναστασία) је насељено место у општини Зиљахово у периферији Средишња Македонија, Грчка. Према попису из 2021. године било је 202 становника.
Према бугарском географу и историчару, Василу Канчову, у Анасташи је 1900. године живело 260 Словена хришћана. После 1923. године насељене су грчке избегличке породице, укупно 26 особа. На попису из 1928. године Анасташа је имала 374 становника, од чега су Словени били апсолутна већина.